# هوندا إس 600
هوندا اس 600 (بالإنجليزية: Honda S600)‏ هي إحدى طرازات سيارات هوندا اليابانية متوسطة الحجم ظهرت خلال فترة الستينات، وقد ثم تصنيعها وتسويقها من قبل شركة هوندا موتورز.

## معرض صور

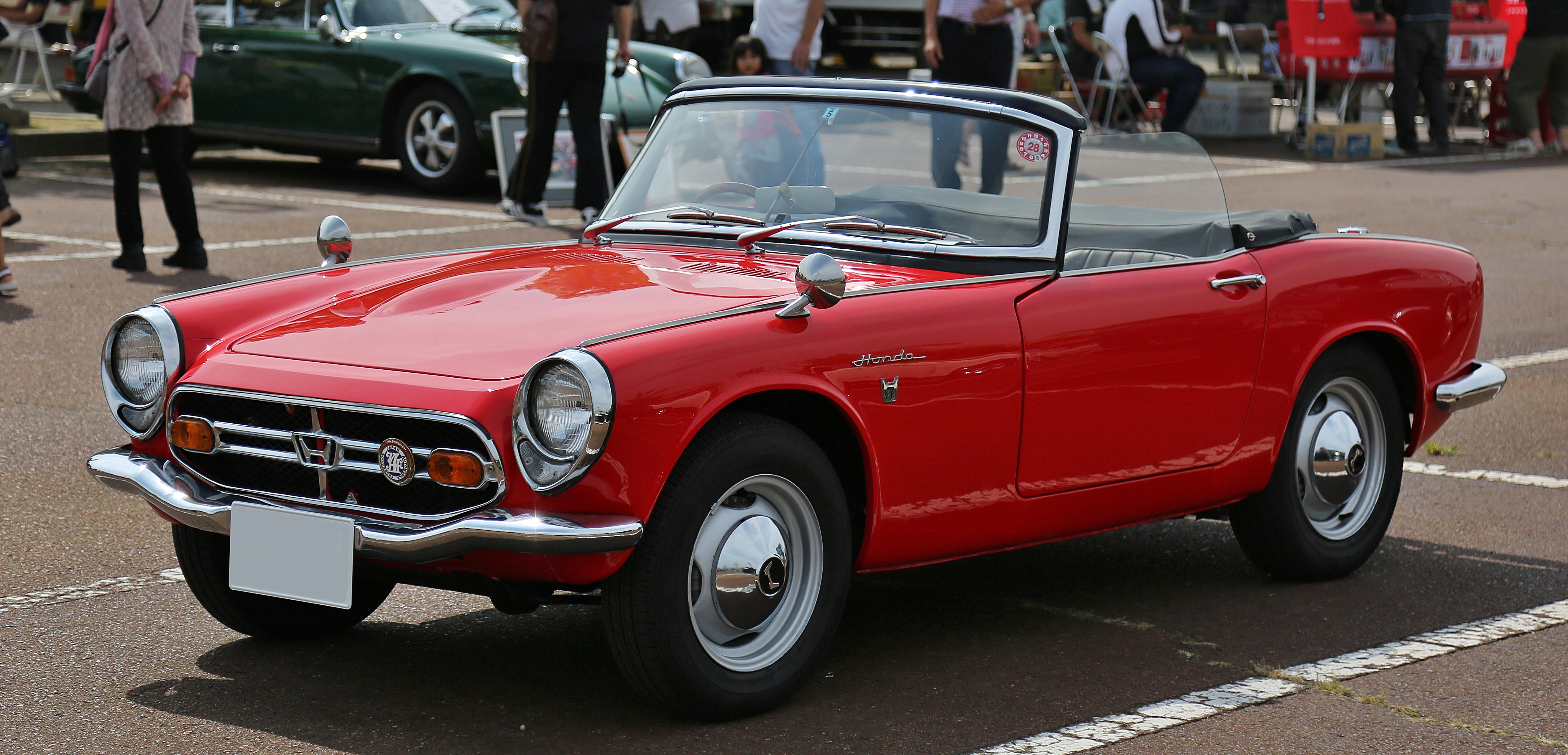
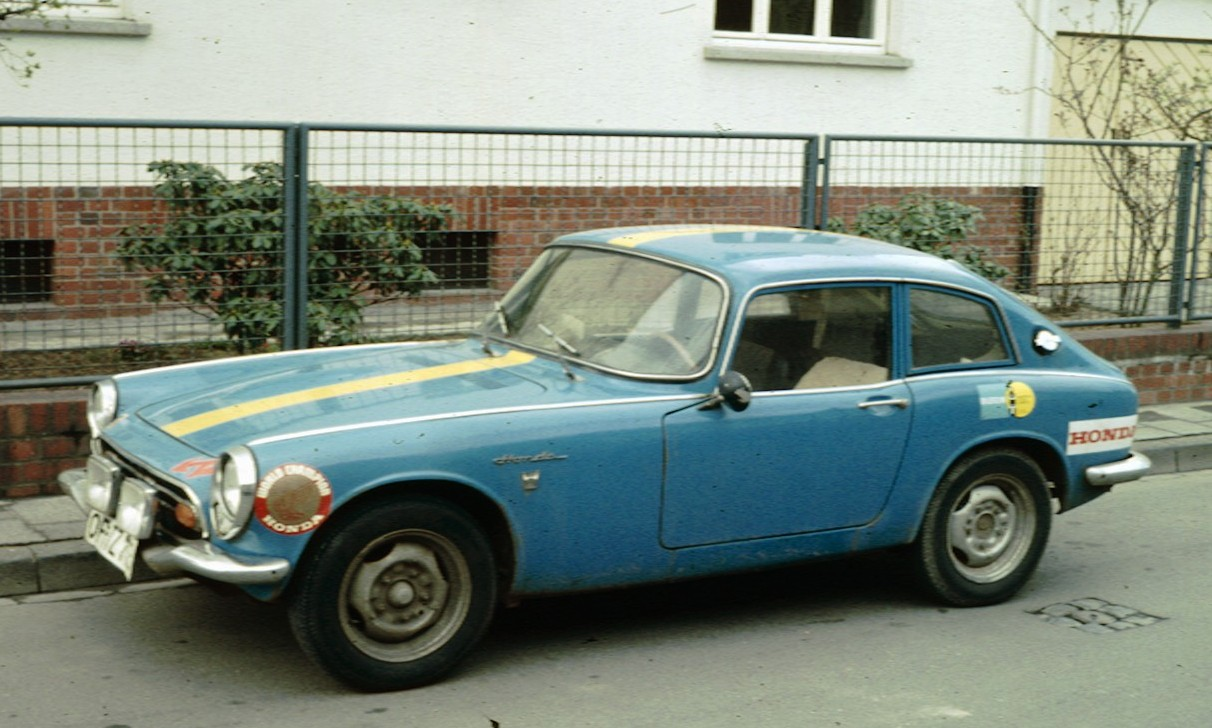
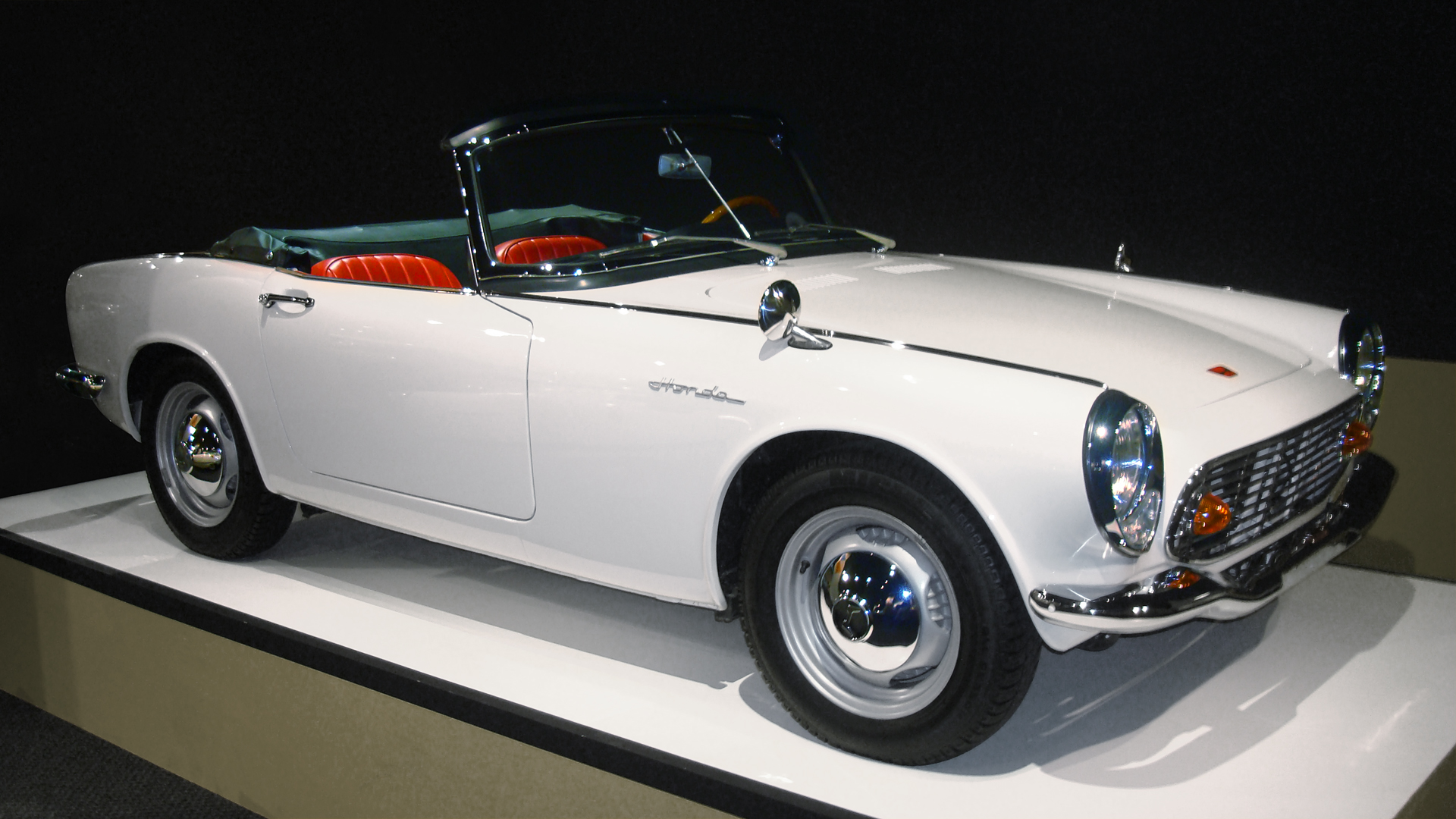